# Втрати 136-ї окремої мотострілецької бригади (РФ)
У статті наведено подробиці втрат 136-ї окремої мотострілецької бригади Збройних сил РФ у різних військових конфліктах.

## Російсько-грузинська війна
| п/п | Прізвище, ім'я, по-батькові                                     | Звання           | Дата народження | Дата смерті |
| --- | --------------------------------------------------------------- | ---------------- | --------------- | ----------- |
| 1.  | Мотрикала Сергій Миколайович (рос. Мотрикала Сергей Николаевич) | рядовий          |                 | 11.08.2008  |
| 2.  | Пучков Дмитро Володимирович (рос. Пучков Дмитрий Владимирович)  | молодший сержант |                 | 11.08.2008  |

## Російсько-українська війна
| п/п | Прізвище, ім'я, по-батькові                                            | Звання                     | Дата народження | Дата смерті |
| --- | ---------------------------------------------------------------------- | -------------------------- | --------------- | ----------- |
| 1.  | Ведьорніков Олександр Ігорович (рос. Ведерников Александр Игоревич)    | молодший сержант           | 30.06.1993      | 02.09.2014  |
| 2.  | Кузнєцов Олег Вікторович (рос. Кузнецов Олег Викторович)               | капітан                    |                 | 02.09.2014  |
| 3.  | Ісайкін Віктор Іванович (рос. Исайкин Виктор Иванович)                 | полковник, начальник штабу | 22.11.1981      | 1.03.2022   |
| 4.  | Курбанов Тажиб Седретдинович (рос. Курбанов Тажиб Седретдинович)       | старший лейтенант          | 14.01.1989      | 08.03.2022  |
| 5.  | Якименко Антон Сергеевич (рос. Якименко Антон Сергеевич)               | лейтенант                  | 1998            | 10.03.2022  |
| 6.  | Лошкарєв Олексій Михайлович (рос. Лошкарев Алексей Михайлович)         | майор                      | 24.12.1988      | 10.03.2022  |
| 7.  | Афтаєв Олександр Вікторович (рос. Афтаев Александр Викторович)         | старший лейтенант          | 12.06.1987      | 10.03.2022  |
| 8.  | Абакаров Мухтар Абдурахманович (рос. Абакаров Мухтар Абдурахманович)   | сержант                    | 16.03.1988      | 14.03.2022  |
| 9.  | Оразбєков Єлнур Каїрбекович (рос. Оразбеков Елнур Каирбекович)         | лейтенант                  | 18.06.1998      | 05.04.2022  |
| 10. | Яровий Микола Микахйлович (рос. Яровой Николай Михайлович)             | єфрейтор                   | 09.08.2000      | 07.04.2022  |
| 11. | Тютін Дмитро Сергійович (рос. Тютин Дмитрий)                           | майор                      |                 | 08.04.2022  |
| 12. | Джанболатов Абдулла Магомедович (рос. Джанболатов Абдулла Магомедович) | старший сержант            | 05.03.1982      | 09.04.2022  |
| 13. | Паньков Олександр Володимирович (рос. Паньков Александр Владимирович)  | капітан                    | 24.06.1988      | 19.05.2022  |
| 14. | Головач Іван Петрович (рос. Головач Иван Петрович)                     | лейтенант                  | 22.09.1999      | 22.06.2022  |
| 15. | Русанов Євген Сергійович (рос. Русанов Евгений Сергеевич)              | капітан                    | 13.08.1988      | 20.06.2022  |
| 16. | Дряєв Енвер Гамлетович (рос. Дряев Энвер Гамлетович)                   | старший лейтенант          | 1992            | 28.10.2022  |
| 17. | Петров Микола Олексійович (рос. Петров Николай Алексеевич)             | старший лейтенант          | 24.09.1989      | 15.03.2023  |
| 18. | Єрмолаєв Дмитро Ігорович (рос. Ермолаев Дмитрий Игоревич)              | капітан                    | 08.05.1995      | 10.04.2023  |
| 19. | Магомедов Заур Ташбекович (рос. Магомедов Заур Ташбекович)             | молодший сержант           | 26.12.1988      | 11.05.2023  |
| 20. | Мулюкін Сергій Володимирович (рос. Мулюкин Сергей Владимирович)        | майор                      | 05.11.1988      | 28.06.2023  |
| 21. | Баладурін Віталій Олександрович (рос. Баладурин Виталий Александрович) | старший сержант            | 02.04.1997      | 03.07.2023  |
| 22. | Ібрагімов Рашид Русланович (рос. Ибрагимов Рашид Русланович)           | рядовий                    | 08.07.1984      | 12.08.2023  |
| 23. | Гребенюк Олександр Олексійович (рос. Гребенюк Александр Алексеевич)    | лейтенант                  | 28.08.1983      | 22.01.2024  |
| 24. | Федосенко Михайло Олексійович (рос. Федосенко Михаил Алексеевич)       |                            | 07.03.1992      | 04.03.2024  |
| 25. | Бименов Тимур Дамірович (рос. Бименов Тимур Дамирович)                 | капітан                    | 20.12.1996      | 03.08.2025  |